# Rally de La Coruña de 2023
El Rally de La Coruña de 2023, oficialmente 27.º Rallye de La Coruña, fue la vigésimo séptima edición y la primera ronda de la temporada 2023 del campeonato de Galicia de Rally. Se celebró del 31 de marzo al 2 de abril y contó con un itinerario de ocho tramos que sumaban un total de 90,82 km cronometrados.

## Itinerario
| Día   | Tramo | Nombre              | Distancia | Hora  | Ganador       | Tiempo   | Líder         |
| ----- | ----- | ------------------- | --------- | ----- | ------------- | -------- | ------------- |
| Día 1 | TC1   | Coirós-Aranga 1     | 10.37 km  | 08:41 | Alberto Meira | 6:45.39  | Alberto Meira |
| Día 1 | TC2   | Aranga 1            | 14.88 km  | 09:16 | Víctor Senra  | 9:55.63  | Víctor Senra  |
| Día 1 | TC3   | Coirós-Aranga 2     | 10.37 km  | 12:15 | Víctor Senra  | 6:57.89  | Víctor Senra  |
| Día 1 | TC4   | Aranga 2            | 14.88 km  | 12:48 | Víctor Senra  | 10:14.21 | Víctor Senra  |
| Día 1 | TC5   | Arteixo-Culleredo 1 | 9.69 km   | 16:51 | Víctor Senra  | 5:35.26  | Víctor Senra  |
| Día 1 | TC6   | Cerceda 1           | 10.47 km  | 17:29 | Víctor Senra  | 6:29.54  | Víctor Senra  |
| Día 1 | TC7   | Arteixo-Culleredo 2 | 9.69 km   | 19:45 | Víctor Senra  | 5:37.40  | Víctor Senra  |
| Día 1 | TC8   | Cerceda 2           | 10.47 km  | 20:18 | Víctor Senra  | 6:37.02  | Víctor Senra  |

## Clasificación final
| Pos. | Piloto             | Copiloto            | Automóvil              | Tiempo     | Diferencia |
| ---- | ------------------ | ------------------- | ---------------------- | ---------- | ---------- |
| 1.   | Víctor Senra       | David Vázquez       | Citroën C3 WRC         | 58:12.55   | 0.0        |
| 2.   | Alberto Meira      | Avelino Martínez    | Škoda Fabia R5         | 59:27.30   | +1:14.74   |
| 3.   | Iago Caamaño       | Alberto Rodríguez   | Ford Fiesta Rally2     | 1:00:43.96 | +2:31.41   |
| 4.   | Francisco Dorado   | Andreas Lamas       | Volkswagen Polo GTI R5 | 1:00:49.42 | +2:36.86   |
| 5.   | Roberto Blach      | Mauro Barreiro      | Toyota Yaris N5        | 1:01:50.74 | +3:38.18   |
| 6.   | Luis Vilariño      | Enrique Velasco     | Hyundai i20 R5         | 1:02:18.06 | +4:05.50   |
| 7.   | José Manuel Lamela | Daniel Pérez Torres | Škoda Fabia N5         | 1:03:06.49 | +4:53.94   |
| 8.   | Alexis Vieitez     | Cristian Álvarez    | Nissan Micra N5        | 1:03:46.22 | +5:33.66   |
| 9.   | Celestino Iglesias | Bárbara Gómez       | Ford Fiesta N5         | 1:03:49.82 | +5:37.26   |
| 10.  | Tino Iglesias      | Jorge Iglesias      | Ford Fiesta N5         | 1:03:53.24 | +5:40.68   |